# Frederik Lange Grundtvig
Frederik Lange Grundtvig, född den 15 maj 1854, död den 21 mars 1903, var en dansk präst, son till N.F.S. Grundtvig och Marie Toft, halvbror till Johan och Svend Grundtvig.
Grundtvig blev 1876 student och 1881 kandidat i statsvetenskap, men studerade vid sidan härav folklore, författade i denna riktning småskrifterna Lösningsstenen (1878) och Fuglene i folkenes digtning og tro (1883). 
Efter att ha tagit examen gifte han sig med en svensk bondflicka och for till Nordamerika, där han 1883 blev präst i danska församlingen i Clinton i Iowa. Han var själen i Dansk folkesamfund, stiftat 1887 för att skydda dansk kultur hos utvandrarna.
Han diktade själv en del psalmer och fosterländska sånger, men utkämpade häftiga strider dels med den ortodoxa lutherska riktningen, dels med "inre missionens" anhängare. Han återvände 1900 till Danmark. 
I Troens ord (1898) ville han med stöd av kyrkofäderna bevisa riktigheten av faderns påstående, att trosbekännelsen förefanns redan i den äldsta församlingen, åtminstone sedan 100-talet. Härtill anknyter sig en översättning av Tertullianus skrift "Invändningar mot alla kätterier" (1900).